# Radiofont
Hom denomina radiofont o font de ràdio astronòmica a un objecte de l'espai exterior que emet radiació electromagnètica a la regió de les radiofreqüències. L'emissió prové de gas calent, electrons movent-se en camps magnètics, i certes longituds d'ona emeses per àtoms i molècules a l'espai. Aquestos objectes es troben entre els processos físics més extrems i enèrgics de l'univers. La ciència que s'ocupa de la seva observació és la radioastronomia.
Existeixen radiofonts tant a la nostra galàxia com fora d'ella. El 1932, el físic i astrònom nord-americà Karl Guthe Jansky va detectar ones de ràdio procedents d'una font desconeguda al centre de la Via Làctia. Jansky estudiava els orígens de la interferència de radiofreqüència per a Bell Laboratories. Va trobar "... un estàtic de tipus constant, d'origen desconegut", que finalment va concloure que tenia un origen extraterrestre. Aquesta va ser la primera vegada que es van detectar ones de ràdio des de l'espai exterior.
El 1946 es va descobrir la primera radiofont fora de la nostra galàxia a la constel·lació del Cigne. Aquestes fonts no sempre són observables en l'espectre visible, algunes d'elles són totalment invisibles i la seva presència només pot ser detectada per les seves emissions de ràdio.
De les moltes radiofonts existents més enllà de la nostra galàxia, cal assenyalar l'hidrogen neutre i el monòxid de carboni que s'hi troben en galàxies espirals, i els quàsars (abreviatura de l'anglès quasi-stellar radio source), les emissions es relacionen amb l'existència de forats negres supermassius al centre de galàxies el·líptiques. D'especial importància és la feble radiació de fons de microones provinent del big-bang, que va suposar el començament del nostre univers fa uns 13.700 milions d'anys. Finalment, s'han utilitzat ones de ràdio en la recerca d'altres civilitzacions a la nostra galàxia, fins al moment sense resultats positius.
Les radiofonts poden ser compactes, com els estels o els púlsars, o bé correspondre a cossos difusos, com els núvols de pols interestel·lar o galàxies. Algunes, com els púlsars, emeten impulsos breus a intervals regulars; unes altres emeten un espectre ampli amb intensitat gairebé constant, mentre que unes altres, com el Sol, tenen una radiació molt irregular. Les restes de supernoves són radiofonts intenses.